# Erica lasiocarpa
Erica lasiocarpa är en ljungväxtart som beskrevs av Guthrie och Bolus. Erica lasiocarpa ingår i släktet klockljungssläktet, och familjen ljungväxter. Inga underarter finns listade i Catalogue of Life.